# Roquecor
Roquecor é uma comuna francesa na região administrativa de Occitânia, no departamento de Tarn-et-Garonne. Estende-se por uma área de 20,55 km². Em 2010 a comuna tinha 413 habitantes (densidade: 20,1 hab./km²).